# Delitto di Alcàsser
Il delitto di Alcàsser ebbe per vittime Miriam García Iborra, Antonia (detta Toñi) Gómez Rodríguez e María Deseada (detta Desirée) Hernández Folch, tre adolescenti di Alcàsser, una cittadina vicino a Valencia, in Spagna, che il 13 novembre 1992 vennero rapite, violentate, torturate e uccise dopo aver accettato un passaggio per raggiungere una discoteca nella vicina cittadina di Picassent. È considerato uno dei delitti più efferati commessi in Spagna; diventò il primo processo mediatico nella storia dei media spagnoli che travalicò i limiti deontologici alla ricerca di alti ascolti, raccontando la vicenda con toni sensazionalistici, arrivando a pubblicare illecitamente anche i dettagli delle autopsie.
Vennero condannati per il delitto due uomini: Miguel Ricart Tárrega, l'unico a essere arrestato, mentre il complice, Antonio Anglés Martins, non venne mai rintracciato.

## Storia
Míriam Garcia (14 anni), Antonia Gómez (15 anni) e Desirée Hernàndez (14 anni) scomparvero il 13 novembre 1992 mentre andavano a una festa delle scuole superiori che si sarebbe svolta al Coolor, una discoteca situata fuori Picassent, una località nelle vicinanze di Valencia. Le ragazze decisero di raggiungere la discoteca tramite autostop, come avevano fatto l'estate precedente, e come molti adolescenti facevano all'epoca.. Una giovane coppia di Alcàsser le fece salire e le portò a un distributore di benzina vicino a Picassent. Le ragazze salirono su un'altra automobile, verosimilmente un'Opel Corsa bianca, guidata da Antonio Anglés e Miguel Ricart. Una donna le vide salire ma, essendo buio, non fu in grado di vedere bene il veicolo. Da quel momento in poi si persero le tracce delle ragazze, e durante i successivi 75 giorni furono pubblicati manifesti in tutte le lingue in Spagna e all'estero per ritrovarle.
Secondo un'affermazione successiva di Miguel Ricart, quando arrivarono al Coolor, Anglés gli disse di continuare a guidare. Le ragazze iniziarono a urlare e Anglés quindi afferrò una pistola Star Model BM e le colpì con il calcio, rompendo loro alcuni denti. Raggiunsero poi una casa abbandonata vicino alla località conosciuta come La Romana, in un'area montuosa e molto isolata vicino alla diga del Tous. Qui legarono le tre ragazze e violentarono due di loro, usando anche alcuni oggetti, come dei bastoni. Successivamente si recarono a Catadau alla ricerca di cibo e ritornarono due ore più tardi, violentando la terza ragazza. Dopo ogni sorta di atrocità e umiliazioni che provocarono alle ragazze ferite e contusioni, gli assassini dormirono fino al mattino, ignorando i lamenti e le urla delle giovani agonizzanti. Quando si svegliarono costrinsero le ragazze a camminare fino a una fossa che avevano precedentemente scavato, dove le picchiarono nuovamente, continuando a torturarle. 
Secondo i risultati dell'autopsia, Desirée subì una traumatica amputazione del capezzolo destro e dell'areola con un oggetto appuntito, verosimilmente un coltello o una pinza, e fu accoltellata due volte nella schiena. Le altre ragazze urlavano disperatamente mentre venivano ridotte in fin di vita, colpite con bastoni e pietre. Gli assassini infine le uccisero a colpi di pistola e le seppellirono. Il cadavere di Miriam mostrava ferite alla vagina causate da un oggetto provvisto di bordi taglienti, forse procurate dopo la sua morte.
Gli assassini raccolsero i proiettili sparati e pulirono l'auto per cancellare ogni traccia.

## Le indagini
Dopo la scomparsa, vennero condotte ricerche e i corpi furono rinvenuti il 27 gennaio 1993, 75 giorni dopo, in un fosso situato vicino a La Romana. Le forti piogge dei giorni precedenti ammorbidirono il terreno e i cadaveri riaffiorarono e vennero notati da due apicoltori che si trovavano a passare lì vicino. Fu presto confermato che le ragazze furono torturate e assassinate. La Guardia Civil spagnola trovò successivamente sulla scena del crimine uno dei guanti di Ricart, una ricetta medica del Servizio Sanitario appartenente a Enrique Anglés Martins (fratello di Antonio) e una cartuccia. Le televisioni raggiunsero velocemente Alcàsser per trasmettere in diretta le immagini del luogo e per registrare il dolore dei familiari delle vittime e dell'intera cittadina. 
Antonio Anglés non era a casa quando la Guardia Civil si recò presso la sua abitazione alla ricerca di suo fratello Enrique. Egli fuggì, ricercato dalla Guardia Civil, che per poco non riuscì a catturarlo nella cittadina di Vilamarxant. L'ultima sua traccia fu trovata presso Minglanilla (in provincia di Cuenca), dove stette per alcuni giorni, prima di scappare a Lisbona e imbarcarsi clandestinamente a bordo della nave container City of Plymouth. Secondo l'equipaggio della nave, diretta a Dublino, a bordo venne trovato un clandestino che si era poi gettato in mare e che potrebbe ricordare Anglés. Non venne mai ritrovato e rimane fra i ricercati dell'Interpol.
Poche ore dopo venne interrogato Miguel Ricart, il migliore amico di Angles, il quale confessò subito che i due avevano rapito le tre ragazze, le avevano violentate e torturate per poi ucciderle e, dopo aver nascosto i cadaveri, ritornare a casa.

## Processo
Miguel Ricart venne condannato in via definitiva nel 1997 per triplice omicidio e violenza sessuale, con tutte le aggravanti possibili a 170 anni di carcere (30 anni per ciascuno dei tre omicidi e altri 20 per ciascuno degli altri crimini con l'aggravante della crudeltà), ma venne scarcerato il 29 novembre 2013 grazie a uno sconto di pena e al fatto che venne ritenuta illegittima l'applicazione del sistema per il computo dei reati, la cosiddetta dottrina Parot.

## Eventi successivi
Nel 2019, dopo che una serie televisiva riaccese l'interesse per il caso, alcuni curiosi, in visita sul luogo dove vennero seppellite le ragazze, ritrovarono alcuni frammenti di ossa che vennero poi identificate dalle polizia spagnola come resti umani.

## Controversie
- Le autopsie rivelarono l'esistenza di sette differenti DNA che non appartenevano né alle ragazze, né ai due presunti assassini, gli uomini che guidavano l'auto su cui le giovani salirono.[14]
- Il giornalista Juan Ignacio Blanco seguì il caso, arrivando a lasciare il suo lavoro e a trasferirsi nella cittadina, a casa del padre di una delle vittime, Garcia, per poter continuare a investigare. Pubblicò poi anche un libro che, a causa della presenza di foto delle autopsie ottenute illecitamente, venne sequestrato e il giornalista, che aveva sollevato dubbi sulla reale dinamica degli eventi, venne processato e condannato per ingiuria e calunnie nei confronti delle autorità investigative.[2] Secondo la sua teoria, i due responsabili, che vennero poi condannati, non uccisero le ragazze ma erano stati incaricati di rapire le ragazze per altri.[3]
- Il processo ai danni dei due sospetti arrestati fu trasmesso in prima serata televisiva con macabre immagini dei cadaveri delle ragazze. Durante i quattro mesi del processo, diversi programmi televisivi spagnoli diedero ampia copertura alla vicenda con centinaia di ore di programmazione.

## Influenza culturale
- Le ragazze di Alcàsser (El caso Alcàsser), regia di Elías León Siminiani – miniserie TV (2019)[15][16][2]